# اکیارا
اکیارا (به لاتین: Akiara) یک منطقهٔ مسکونی در بنگلادش است که در استان چیتاگونگ واقع شده‌است.